# Trigonisca discolor
Trigonisca discolor là một loài Hymenoptera trong họ Apidae. Loài này được Wille mô tả khoa học năm 1965.